# Chilská ragbyová reprezentace
Chilská ragbyová reprezentace reprezentuje Chile na turnajích rugby union. Zúčastnili se MS 2023. V základní skupině skončili bez bodů poslední. Nejlepší výsledek si připsali ve svém prvním zápase proti Japonsku (prohra 12:42). V tomto zápase položil první pětku Chile na MS Rodrigo Fernandéz. V roce 2015 vyhráli Jihoamerickou Rugby Championship. Přezdívá se jim Kondoři. K 12. srpnu 2024 jim patřilo 22. místo ve světovém žebříčku.
V roce 2022 dokázal Rodrigo Fernandéz položit pětku, která byla World Rugby vyhlášena nejlepší pětkou roku. Bratři Campbellové (Ian a Donald) byli v roce 2012 jmenováni do Světové síně slávy.